# 郭忠祐
郭忠祐（1991年5月10日—），台灣男歌手，台南市人。國立臺灣體育運動大學畢業。

## 生平
參與民視歌唱選秀節目《明日之星Super Star》，於2015年11月7日成功在摘星賽衛冕10關成為關主。亦參與馬來西亞《全球歡喜來卡拉2016》大賽，現為藝人、發片歌手，並在民視《綜藝大集合》擔任固定班底，2021年12月晉升為主持人。由於在節目的遊戲中時常把關成功以及順利過關，被封為「過關機器」。
2021年11月27、28日，寶吉祥集團舉辦「CHAMPIONS」演唱會，與郭婷筠、陳怡婷、曾瑋中、杜忻恬、賴慧如、蔡家蓁、彭正、方雅賢、顏伶安共同演出。2022年1月22日，於台北CORNER MAX舉辦首場個人粉絲見面會。2022年3月11、12日，寶吉祥集團舉辦「歌之饗宴IV-星昇路」演唱會，與郭婷筠、杜忻恬、方雅賢、顏伶安共同演出。2023年10月28號、29號攜手與林芯儀在台北國際會議中心演出「歌之饗宴8-破繭而出SAYA張惠春演唱會」。

## 主持作品

### 電視節目
| 年份   | 名稱             | 備註                                                   |
| ------ | ---------------- | ------------------------------------------------------ |
| 2022年 | 《綜藝大集合》   | 與胡瓜、阿翔、賴慧如、籃籃共同主持。                   |
| 2024年 | 《超級冰冰Show》 | 與白冰冰、陽帆、台一線（東諺、阿玟）、蔡家蓁共同主持。 |

## 音樂作品

### 專輯
|    | 專輯名稱                | 唱片公司 | 發行日期       | 曲目 |
| 1. | 《郭忠祐首張同名專輯》  | 時代創藝 | 2017年5月25日  | 歌名 1. 求婚 2. 簡單的愛 ft.曹雅雯 3. 情深才有愛 4. 最後一聲我愛你 5. 暫住證 6.你的心敢有咧聽 7. 男人淚 8. 勇氣 9. 偏偏不流淚 10. 乘風破浪                 |
| 2. | 《You Are My Only One》 | 時代創藝 | 2018年8月8日   | 歌名 1. 明白 2. 單方面錯覺 3. 很久很久以前 ft.曹雅雯 4. 破空的夢 5. 聽雨聲 6. 相愛與祝福之間 7. You Are My Only One 8. 不是故意逃避 9. 因為有你 10. 找幸福 |
| 3. | 《魚夢》                | 時代創藝 | 2019年8月15日  | 歌名 1. 魚夢 2. 找愛 ft.賴慧如 3. 想要我們都快樂 4. 真心無假 5. 寂寞綁架 6. 心內戲 7. 將我的世界乎你 8. 為愛瘋狂 9. 一輩子朋友 10. 幸福的路上              |
| 4. | 《你一直踮阮心肝》      | 時代創藝 | 2020年9月30日  | 歌名 1. 你一直踮阮心肝 2. 毋捌離開 3. 永遠等是你 4. 阿媽的手 5. 愛錯 6. 戇情話 ft.張文綺 7. 為了什麼 8. 勇敢夢 9. 我親愛的 10. 做你的暖男                  |
| 5. | 《故事繼續》            | 時代創藝 | 2021年10月28日 | 歌名 1. 滷肉芳 2. 永遠的兄弟 ft.馬國畢 3. 故事繼續 4. 我奉陪 5. Baby就是你 6. 美麗的歲月 ft.賴慧如 7. 意愛‧移愛 8. 天真的彼當時 9. 祝你幸福 10. 敬三十     |
| 6. | 《上愛彼个人》          | 時代創藝 | 2022年9月1日   | 歌名 1. 上愛彼个人 2. 想傷濟 3. 聽講 ft.杜忻恬 4. 失戀情歌 5. 四配 6. 無路用 7. 愛的相冊 ft.賴慧如 8. 續情 9. 愛你愛你愛到底 10. 咱的價值                  |
| 7. | 《從今以後》            | 時代創藝 | 2024年5月2日   | 歌名 1. 畫星 2. 感動的心聲 3. 從今以後 4. 兩輪少年兄 5. 我攏知影啊 6. 攏是你的毛 7. 柚仔 8. 有閒著來我的夢內面 9. 無你的安慰 10. 只要路是對的              |

### 合輯
|    | 專輯名稱                           | 唱片公司 | 發行日期       | 曲目 |
| 1. | 《明日三少SUPER BOY / 我們》       | 時代創藝 | 2016年10月18日 | 歌名 1. 林孟宗：無情的情批 2. 林孟宗：醉心情 3. 林孟宗：我心痛妳敢知影 4. 曾瑋中：Honey 黑 Baby 5. 曾瑋中：幸福之歌 6. 郭忠祐：驕傲 7. 郭忠祐：刻心戀 8. 郭忠祐：我不是傻瓜 9. 合唱：我們 10. 合唱：恭喜發財 |
| 2. | 《海闊天空數位合輯》               | 時代創藝 | 2016年12月     | 歌名 1. 偷淚的小偷 (許富凱) 2. 命中注定 (郭婷筠) 3. 海闊天空 (曹雅雯) 4. 小雞小雞 (張文綺 feat. 賴慧如) 5. 重生 (賴慧如) 6. 窮得剩愛和善良 (杜忻恬) 7. 偏偏不流淚 (郭忠祐) 8. 花．痴 (劉玉婷) |
| 3. | 《明日之星同學會(十週年紀念專輯)》 | 時代創藝 | 2018年9月27日  | 歌名 1. 疼憨人 (許富凱&蔡佳麟) 2. 女人的勇氣(曹雅雯＆杜忻恬) 3. 歡喜甘願的憨尪水某(郭婷筠＆蔡佳麟) 4. 速配(曹雅雯＆許富凱) 5. 查某人 查埔人 (曹雅雯＆郭忠祐) 6. 愛的存款(蔡佳麟＆陳怡婷) 7. 有你有我(郭婷筠＆曾瑋中) 8. 青春的腳踏車(郭忠祐＆張文綺) 9. Super Star(許富凱＆郭婷筠) 10. 好運一直來(賴慧如＋明日之星大合唱) |

## 參與MV專輯

### 參與合唱
| 發行日 | 合唱歌曲             | 對唱歌手               | 專輯名稱              | 唱片公司 |
| ------ | -------------------- | ---------------------- | --------------------- | -------- |
| 2016年 | 〈憨人〉             | 郭婷筠                 | 《不要給我打分數》    | 時代創藝 |
| 2018年 | 〈Shake Your heart〉 | 張文綺                 | 《綺麗世界》          | 時代創藝 |
| 2018年 | 〈幸福的條件〉       | 杜忻恬                 | 《一個人愛著》        | 時代創藝 |
| 2019年 | 〈攏會想到你〉       | 杜忻恬                 | 《有 夠貓》           | 時代創藝 |
| 2020年 | 〈愛情練習曲〉       | 賴慧如                 | 《舞力全開》          | 時代創藝 |
| 2020年 | 〈希望的力量〉       | 曾瑋中、杜忻恬、蔡家蓁 | 《希望的力量》        | 時代創藝 |
| 2020年 | 〈幸福唱袂煞〉       | 蔡家蓁                 | 《若是你 想欲了解我》 | 時代創藝 |
| 2021年 | 〈幸福的一點一滴〉   | 陳怡婷                 | 《惜夢》              | 時代創藝 |
| 2021年 | 〈大聲愛〉           | 陳怡婷                 | 《惜夢》              | 時代創藝 |
| 2023年 | 〈就是愛著你〉       | 王茉聿                 | 《茉聿 MO YU》        | 時代創藝 |
| 2023年 | 〈愛之味〉           | 蔡多多                 | 《搖一下》            | 華特音樂 |

### 參與演出
| 發行日 | 演出歌曲     | 主唱   | 專輯名稱     | 唱片公司 | 備註     |
| ------ | ------------ | ------ | ------------ | -------- | -------- |
| 2016年 | 〈切乎離〉   | 賴慧如 | 《切乎離》   | 時代創藝 |          |
| 2016年 | 〈一見鍾情〉 | 賴慧如 | 《切乎離》   | 時代創藝 | MV男主角 |
| 2017年 | 〈尪某情〉   | 曹雅雯 | 《感謝》     | 時代創藝 | MV男主角 |
| 2022年 | 〈舞池女王〉 | 賴慧如 | 《當初的咱》 | 時代創藝 |          |

## 主題曲
| 年份   | 劇名                               | 種類   | 歌名                          |
| ------ | ---------------------------------- | ------ | ----------------------------- |
| 2016年 | 民視十點檔連續劇《我的老師叫小賀》 | 片尾曲 | 我們(明日三少專輯)            |
| 2017年 | 三立七點半檔連續劇《戲說台灣》     | 片頭曲 | 求婚                          |
| 2017年 | 民視十點檔連續劇《我的老師叫小賀》 | 片尾曲 | 乘風破浪(明日三少專輯)        |
| 2018年 | 民視十點檔連續劇《實習醫師鬥格》   | 片頭曲 | Shake Your heart (張文綺專輯) |
| 2018年 | 三立八點檔連續劇《金家好媳婦》     | 片尾曲 | 聽雨聲                        |
| 2018年 | 民視十點檔連續劇《實習醫師鬥格》   | 片頭曲 | You Are My Only One           |
| 2019年 | 民視八點檔連續劇《大時代》         | 片頭曲 | 魚夢（希望）                  |
| 2020年 | 民視八點檔連續劇《多情城市》       | 片頭曲 | 你一直踮阮心肝                |
| 2021年 | 三立七點半檔連續劇《戲說台灣》     | 片頭曲 | 滷肉芳                        |
| 2022年 | 民視八點檔連續劇《黃金歲月》       | 片頭曲 | 上愛彼个人                    |
| 2022年 | 台視八點檔連續劇《美麗人生》       | 片尾曲 | 上愛彼个人                    |
| 2023年 | 民視八點檔連續劇《市井豪門》       | 片頭曲 | 咱的故事（與陳怡婷合唱）      |
| 2024   | 民視八點檔連續劇 《愛的榮耀》      | 片頭曲 | 感動的心聲、 從今以後         |

## 演唱會

### 個人演唱會
| 年份   | 日期    | 名稱              | 地點                               |
| ------ | ------- | ----------------- | ---------------------------------- |
| 2022年 | 1月22日 | 郭忠祐─粉絲見面會 | 台北 CORNER MAX 大角落多功能展演館 |

### 合體演唱會
| 年份   | 日期     | 名稱                         | 地點                   | 合體歌手                                                                     |
| ------ | -------- | ---------------------------- | ---------------------- | ---------------------------------------------------------------------------- |
| 2017年 | 6月10日  | 明日之星─不見不散同學會      | 苗北藝文中心演藝廳     | 曹雅雯、蔡佳麟、郭婷筠、張文綺、陳怡婷、曾瑋中、郭忠祐、林孟宗、杜忻恬       |
| 2021年 | 11月27日 | 「CHAMPIONS」演唱會          | 台北國際會議中心大會堂 | 郭婷筠、陳怡婷、曾瑋中、郭忠祐、杜忻恬、賴慧如、蔡家蓁、彭正、方雅賢、顏伶安 |
| 2021年 | 11月28日 | 「CHAMPIONS」演唱會          | 台北國際會議中心大會堂 | 郭婷筠、陳怡婷、曾瑋中、郭忠祐、杜忻恬、賴慧如、蔡家蓁、彭正、方雅賢、顏伶安 |
| 2022年 | 3月11日  | 「歌之饗宴IV-星昇路」演唱會  | 台北國際會議中心大會堂 | 郭婷筠、郭忠祐、杜忻恬、方雅賢、顏伶安                                       |
| 2022年 | 3月12日  | 「歌之饗宴IV-星昇路」演唱會  | 台北國際會議中心大會堂 | 郭婷筠、郭忠祐、杜忻恬、方雅賢、顏伶安                                       |
| 2022年 | 11月24日 | 「歌之饗宴VI-彩虹」演唱會    | 台北國際會議中心大會堂 | 張秀卿、林俊逸、郭忠祐、方雅賢、顏伶安                                       |
| 2022年 | 11月25日 | 「歌之饗宴VI-彩虹」演唱會    | 台北國際會議中心大會堂 | 張秀卿、林俊逸、郭忠祐、方雅賢、顏伶安                                       |
| 2023年 | 4月29日  | 「歌之饗宴7-卿親歌聲」演唱會 | 台北國際會議中心大會堂 | 張秀卿、林俊逸、郭忠祐、顏伶安、SAYA張惠春                                   |
| 2023年 | 4月30日  | 「歌之饗宴7-卿親歌聲」演唱會 | 台北國際會議中心大會堂 | 張秀卿、林俊逸、郭忠祐、顏伶安、SAYA張惠春                                   |

## 電視劇
| 年份   | 首播頻道   | 劇名                    | 飾演   |
| ------ | ---------- | ----------------------- | ------ |
| 2017年 | 台視       | 《牡丹花開》            | 江海   |
| 2021年 | 三立台灣台 | 《戲說台灣-蛇郎君嫁妹》 | 林俊德 |
| 2021年 | 民視       | 《黃金歲月》            | 蔡宗佑 |
| 2022年 | 民視       | 《市井豪門》            | 楊啟義 |

## 獎項
- 2015年11月 民視《明日之星Super Star》衛冕10關成功 摘星賽關主
- 2019年5月 民視《舞力全開》第8季明星舞王舞后爭霸賽-第4名
- 2019年7月 民視《舞力全開》前進小巨蛋特別企劃-2019 CTC世界盃國際標準舞公開賽 藝人組 第三名

## 廣告代言
- 2019年 好吉康健美科技 AXEFIT智能跑步機系列

## 外部連結
- 郭忠祐York的Facebook專頁
- 郭忠祐的Instagram帳戶
- 大藝娛樂 郭忠祐 （页面存档备份，存于）
- 明日之星Super Star官網 郭忠祐 （页面存档备份，存于）